# Dilophosaurus
Dilophosaurus var en kødædende dinosaurus fra juratiden. Den blev først beskrevet af Samuel Welles i 1954 under navnet Megalosaurus Wetherilli på baggrund af tre individer, han udgravede i 1942. Det var en Navajo-indianer ved navn Jesse Williams, der i 1940 opdagede det første af disse tre individer.
I 1964 fandt Welles et nyt og bedre bevaret skelet af et voksent individ, og han kunne se, at der var tale om en helt ny theropodslægt. Welles foreslog da i 1970 det nye navn Dilophosaurus til det fundne materiale.
Dilophosaurus er en ceratosaur beslægtet med den kraftigere byggede Ceratosaurus og den lille, elegante, langhalede Coelophysis fra Trias.